# Anmchad
Anmchad war ein Mönch, der im 11. Jahrhundert im Gebiet des heutigen County Kerry in Irland lebte.

## Leben
Über das Leben von Anmchad (oder auch nur Amchad), nicht zu verwechseln mit Anmchad mac Con Cherca (gestorben in den 760ern) oder mit Anmchadh mac Eogan Buac (gestorben zirka 757), ist so gut wie gar nichts bekannt. Er erscheint in den Annalen von Inisfallen, in denen er als „Gottes Einsiedler“ bezeichnet wird.
Anmchad starb im Jahr 1058 und wurde auf der Insel Inis Uasal (Noble Island)  im Lough Currane begraben. Der Grabstein trägt die Inschrift Bennacht F(or) Anmain Anmchad, übersetzt gesegnet sei die Seele des Anmchad.